# Galium nuttallii
Galium nuttallii es una especie de planta herbácea de la familia de las rubiáceas. Es nativa de la región costera y del oeste de  Transverse Ranges al sur de California y Baja California, donde es un miembro del chaparral. 

## Descripción
Es una hierba trepadora perenne con base leñosa (sufrútice) y en expansión, con  las ramas de color rojo de hasta 1,5 metros de largo. Los tallos tienen verticilos con cuatro pequeñas y puntiagudas hojas a intervalos, cada hoja tiene un centímetro de largo. La planta es dioica, con individuos masculinos y femeninos que llevan diferentes tipos de flores. Las flores son de color rojizo y el ovario de la flor femenina se convierte en una baya.

## Taxonomía
Galium nuttallii fue descrita por Asa Gray y publicado en Smithsonian Contributions to Knowledge 3(5): 80, en el año 1852.
Etimología
Galium: nombre genérico que deriva de la palabra griega gala que significa  "leche",  en alusión al hecho de que algunas especies fueron utilizadas para cuajar la leche.
nuttallii: epíteto otorgado en honor del botánico Thomas Nuttall.
Sinonimia
- Galium suffruticosum Nutt.[3]